# Malin Tuvesson
Malin Tuvesson, född 5 december 1982, är en svensk teknikinformatör och författare. Hon är huvudsakligen känd för sina feelgoodromaner som ges ut på Ordberoende förlag men skriver även noveller för bland annat Blanche stories.
Tuvesson är även skribent/recensent på bloggkollektivet Barnboksprat.se.

### Vuxenböcker
- 2022 - Berätta en detalj, Ordberoende förlag
- 2033 - Berätta ingenting, Ordberoende förlag

### Antologier
- 2020 - När mammor dör – kvinnor om att mista sin mor, Ordberoende förlag
- 2021 - Mordiska väsen, Darkness publishing

### Noveller
- 2022 - Vita affärer, svart sinne – Upprättelsen, BLANCHEstories
- 2022 - Vita affärer, svart sinne – Bortom fasaden, BLANCHEstories
- 2022 - Vita affärer, svart sinne – Bitterljuvt återseende, BLANCHEstories
- 2024 - Ouppklarade affärer och vansinne – Villospår, BLANCHEstories
- 2024 - Ouppklarade affärer och vansinne – Det blir pannkaka, BLANCHEstories
- 2024 - Ouppklarade affärer och vansinne – Ett år med dig'', BLANCHEstories
- 2024 - Doft och känsla (tillsammans med Annelie Mannerström), Storify publishing
- 2025 - Ge mig 50 år, Storify publishing
- 2025 - Irmas resa, Storify publishing